# Peristerona (dystrykt Nikozja)

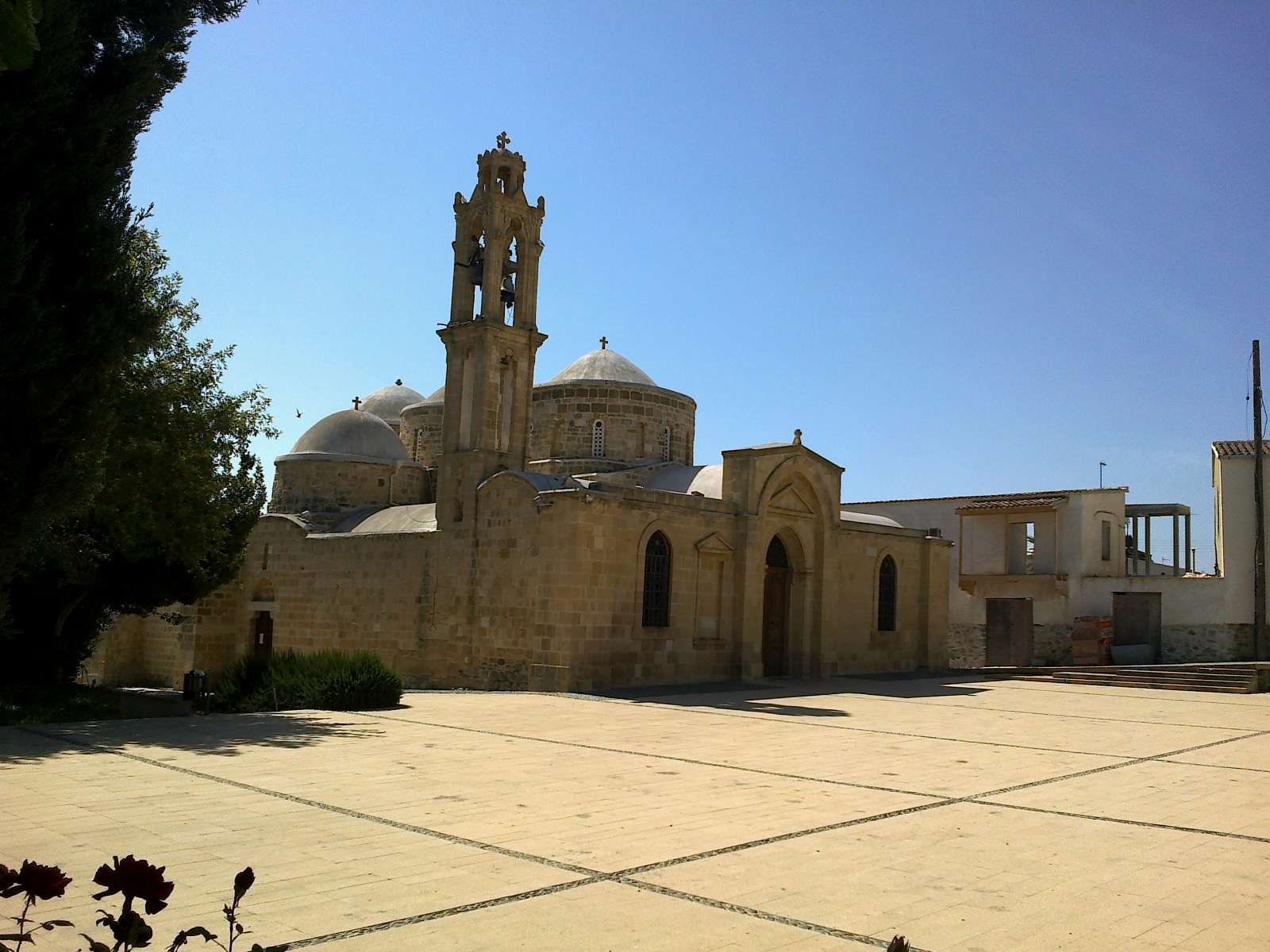
Cerkiew św. Barnaby i Hilariona

Peristerona (gr. Περιστερώνα) – wieś w Republice Cypryjskiej, w dystrykcie Nikozja. W 2011 roku liczyła 2226 mieszkańców.
We wsi znajduje się pochodząca z IX–X wieku cerkiew św. Barnaby i Hilariona, zbudowana w stylu bizantyńskim. Trzynawowy kościół ma pięć kopuł, a architekturą przypomina cerkiew św. Paraskiewy w Jeroskipu.
Widok cerkwi i znajdującego się obok meczetu był do roku 1974 i tureckiej inwazji na Cypr wykorzystywany jako graficzny przykład pokojowego współistnienia cypryjskich Greków i Turków.